# Où est la source
Albums de Michel Jonasz
La Fabuleuse Histoire de Mister Swing
(1988) Soul Music Airlines
(1996)
Où est la source est le neuvième album studio de Michel Jonasz, sorti en 1992 chez Warner.
Il a été enregistré et mixé à Los Angeles par l'ingénieur Al Schmitt. L'ingénieur du son Patrice Cramer chargé des captations voix a reçu une victoire de la musique en 1993 pour cet album. L'album s'est vendu à environ 300 000 exemplaires en France et a été récompensé d'un double disque d'or en 1993,.
La chanson Arthur est un hommage au chanteur Arthur Simms, un des choristes de Michel Jonasz décédé en 1987 des suites du SIDA. Michel Jonasz interprète cette chanson sur scène avec un enregistrement de la voix d'Arthur extraite d'un solo dans la chanson 25 piges dont 5 au cachot.

## Titres
Toutes les chansons sont écrites et composées par Michel Jonasz.
| 1.    | Lune                         | 4:14 |
| 2.    | Arthur                       | 7:34 |
| 3.    | Vivement l'avenir            | 4:46 |
| 4.    | Groove Baby Groove           | 5:34 |
| 5.    | Une chanson rien qu'pour toi | 4:40 |
| 6.    | Tombent les feuilles         | 4:54 |
| 7.    | Je descendrai la rivière     | 4:27 |
| 8.    | Taj Mahal                    | 7:15 |
| 9.    | Triste et bleu               | 5:00 |
| 10.   | Le Piano et le pianiste      | 6:34 |
| 11.   | Où est la source             | 8:55 |
| 63:57 |                              |      |

## Musiciens
- Basse : Abraham Laboriel[5] (1, 2, 3, 4, 5, 7, 8, 9, 10, 11)
- Batterie : Steve Gadd[5] (1, 2, 3, 4, 5, 7, 8, 9, 10, 11)
- Claviers : Jean-Yves D'Angelo[5] (1, 2, 4, 5, 6, 8, 11)
- Clavinet : Jean-Yves D'Angelo (4, 9)
- Guitares : Larry Carlton (1, 4), Paul Jackson, Jr. (1, 9), Dean Parks (2, 5, 7), Ricardo Silvera (11)
- Orgue : Jean-Yves D'Angelo (1, 9), Michel Jonasz (7)
- Piano : Jean-Yves D'Angelo (2, 6), Michel Jonasz (10)
- Percussions : Denis Benarrosh (3, 11), Paulinho Da Costa (1, 2, 3, 4, 11), Michael Schapiro (4), Luis Conte[5] (9)
- Saxophone : Michel Gaucher (5)
- Synthétiseur : Brad Cole[5] (1, 2, 3, 4, 5, 7, 8, 9, 10, 11), Jean-Yves D'Angelo (3, 9, 10), Michel Jonasz (3, 8, 11)